# Categoría Primera A 1950
Die Categoría Primera A 1950 war die dritte Austragung der kolumbianischen Fußballmeisterschaft. Die Meisterschaft konnte überraschenderweise Deportes Caldas vor der Topmannschaft Millonarios für sich entschieden. Torschützenkönig wurde der Paraguayer Casimiro Ávalos von Deportivo Pereira mit 27 Toren.
Die Teilnehmerzahl erhöhte sich von 14 auf 16 Mannschaften. Zum ersten Mal nahmen Cúcuta Deportivo und Sporting Barranquilla teil. Außerdem kehrte Junior zurück und ersetzte wieder Deportivo Barranquilla.

## Teilnehmer
Die folgenden Vereine nahmen an der Spielzeit 1950 teil.
| Mannschaft | Stadt        | Departamento       |
| --- | ------------ | ------------------ |
| América de Cali | Cali         | Valle del Cauca    |
| Municipal | Medellín     | Antioquia          |
| Boca Juniors de Cali                                                                                               | Cali         | Valle del Cauca    |
| Atlético Bucaramanga                                                                                               | Bucaramanga  | Santander          |
| Deportes Caldas 1                                                                                                  | Manizales    | Caldas             |
| Deportivo Cali | Cali         | Valle del Cauca    |
| Cúcuta Deportivo                                                                                                   | Cúcuta       | Norte de Santander |
| Huracán | Medellín     | Antioquia          |
| Independiente Medellín                                                                                             | Medellín     | Antioquia          |
| Junior | Barranquilla | Atlántico          |
| Independiente Santa Fe                                                                                             | Bogotá       | Bogotá             |
| Millonarios | Bogotá       | Bogotá             |
| Once Deportivo 1                                                                                                   | Manizales    | Caldas             |
| Deportivo Pereira                                                                                                  | Pereira      | Caldas 2           |
| Sporting | Barranquilla | Atlántico          |
| Universidad | Bogotá       | Bogotá             |
| 1 Deportes Caldas und Once Deportivo sind Vorgängervereine von Once Caldas. 2 Risaralda wurde erst 1966 gegründet. |              |                    |

## Tabelle
| Pl. | Verein                 | Sp. | S  | U | N  | Tore    | Diff. | Punkte |
| --- | ---------------------- | --- | -- | - | -- | ------- | ----- | ------ |
| 1.  | Deportes Caldas        | 30  | 20 | 5 | 5  | 091:480 | +43   | 45:15  |
| 2.  | Millonarios (M)        | 30  | 17 | 9 | 4  | 068:410 | +27   | 43:17  |
| 3.  | Deportivo Cali         | 30  | 18 | 5 | 7  | 073:480 | +25   | 41:19  |
| 4.  | Independiente Medellín | 30  | 15 | 4 | 11 | 060:450 | +15   | 34:26  |
| 5.  | Cúcuta Deportivo       | 30  | 15 | 3 | 12 | 061:560 | +5    | 33:27  |
| 6.  | Atlético Bucaramanga   | 30  | 13 | 6 | 11 | 051:460 | +5    | 32:28  |
| 7.  | Boca Juniors de Cali   | 30  | 12 | 8 | 10 | 079:600 | +19   | 32:28  |
| 8.  | Santa Fe               | 30  | 12 | 8 | 10 | 067:590 | +8    | 32:28  |
| 9.  | Junior                 | 30  | 12 | 7 | 11 | 052:570 | −5    | 31:29  |
| 10. | América de Cali        | 30  | 11 | 8 | 11 | 062:640 | −2    | 30:30  |
| 11. | Sporting               | 30  | 11 | 7 | 12 | 070:790 | −9    | 29:31  |
| 12. | Universidad            | 30  | 9  | 5 | 16 | 055:750 | −20   | 23:37  |
| 13. | Deportivo Pereira      | 30  | 7  | 9 | 14 | 062:790 | −17   | 23:37  |
| 14. | Huracán                | 30  | 7  | 6 | 17 | 057:960 | −39   | 20:40  |
| 15. | Atlético Municipal     | 30  | 6  | 4 | 20 | 055:790 | −24   | 16:44  |
| 16. | Once Deportivo         | 30  | 4  | 8 | 18 | 044:750 | −31   | 16:44  |

| (M) | Meister 1949: Millonarios |

## Torschützenliste
| Pl. | Spieler            | Mannschaft        | Tore |
| --- | ------------------ | ----------------- | ---- |
| 1.  | Casimiro Ávalos    | Deportivo Pereira | 27   |
| 2.  | Julio Ávila        | Deportes Caldas   | 24   |
| 3.  | Alfredo Di Stéfano | Millonarios       | 22   |